# Panicum quadriglume
Panicum quadriglume är en gräsart som först beskrevs av Johann es Christoph Christian Döll, och fick sitt nu gällande namn av Albert Spear Hitchcock. Panicum quadriglume ingår i släktet vipphirser, och familjen gräs. Inga underarter finns listade i Catalogue of Life.